# Wielcy mistrzowie Zakonu Rycerzy św. Łazarza
Wielcy mistrzowie i zwierzchnicy zakonu Św. Łazarza

## Jerozolima
- (?) Renault de Bichers (ok. 1070 – ok. 1080) – zwierzchnik szpitalników w Jerozolimie
- bł. Gerard de Martigues, znany także jako de Tum, Tom, Thoms, Tunc, Tenque (przed 1080 – około 1118/1120) – mistrz szpitala i leprozorium w Jerozolimie
- Boyant lub Brojant Roger (1120–1131) – rektor jerozolimskiego szpitala św. Jana, po zachorowaniu na trąd mistrz szpitalników św. Łazarza
- Jan (1131–1153)
- Itier (1154–1155) – zatwierdzony przez papieża jako „magister citra et ultra mare” (mistrz z tej i tamtej strony morza)
- Hugo de Saint-Pol (1155–1257)
- bł. Rajmund du Puy (1157–1159/1160) – mistrz zakonu św. Jana, po zachorowaniu na trąd wielki mistrz zakonu św. Łazarza
- Rainier (... 1164 ...)
- Rajmund (... 1168 ...)
- Gerard de Montclar (1169–1185)
- Bernard (1185–1186)

## Akra
- Walter de Châteauneuf lub Neufchâtel (?1187 – ?1230/1234)
- Raynaud de Flory (1234–1254)
- Jan de Meaux (1254-?1276) – używał tytułu generalny preceptor zakonu

## Boigny
- Tomasz de Sainville (1277–1312) – używał tytułu mistrz-generalny zakonu
- Adam de Veau (...1304–1314...)
- Jan de Paris (1342–1349)
- Jan de Coaraze (?1350–1355)
- Jan le Conte (1355–1361)
- Jacek de Besnes lub de Baynes (1368–1413)
- Piotr des Ruaux (1413–1454)
- Wilhelm des Mares (?1453-?1469)
- Jan le Cornu (1469–1493)
- Franciszek de Amboise (1493–1500)
- Ananiasz de Mareul (1500–1519)
- Klaudiusz de Maurel (1519–1524)
  - Franciszek Burbon, hrabia de Saint-Pol i Chaumont (1521) – zwierzchnik komandorii magistralnej w Boigny
- Jan Conti (1524–1557)
- Jan de Levis (1557–1564) – pierwszy używał tytułu wielki mistrz

## Kapua–Obediencja Włoska
- Anioł (Angelus) de Raimo (?) (...1226...) – Mistrz
- Alfons d' Azzia (...1327...) – Mistrz
- Szymon d' Aqua Mundula (...1329...) – Mistrz
- Jakub (Santiago) d' Azzia (...1347...) – Mistrz
- Wilhelm (Guillermo) (...1366...) – Mistrz
- Jakub (Santiago) de Benuto (1426–1440) – Mistrz
- Jakub (Giacomo) del Balzo (...1460...) – Mistrz
- Jakub (Santiago) d' Azzia (1468–1498) – Mistrz
- Jakub (Santiago) Antonio de Azzia (1498–1522) – Mistrz
- Alfons d' Azzia (1522–1548) – Mistrz
- Muzzio d'Azzia (1548–1564) – Mistrz
- Jan (Giannotto) Castiglione (1565–1572) – uzyskał tytuł Mistrza Generalnego
- Emanuel Filibert, książę sabaudzki (1572) – w 1572 połączył obediencję włoską rycerzy św. Łazarza z dynastycznym zakonem św. Maurycego, tworząc nowy zakon pod nazwą świętych Maurycego i Łazarza

## Boigny–Obediencja Francuska
- Michał de Seure (1564–1578)
- Franciszek Salviati (1578–1586)
- Michał de Seure (1586–1593)
- Herman de Clermont de Chastes (1593–1603)
- Hugo Catelan de Castelmore (1603)
- Karol de Gayand de Monterolles (1603–1604)
- Filibert, markiz de Nerestang (1604–1620) – w roku 1608 na mocy unii personalnej na stanowiskach wielkich mistrzów zwierzchnik Połączonych Zakonów Najświętszej Marii Panny z Góry Karmel i św. Łazarza z Jerozolimy
- Klaudiusz, markiz de Nerestang (1620–1639) – także wielki mistrz Zakonu Najświętszej Marii Panny z Góry Karmel
- Karol, markiz de Nerestang (1639–1644) – także wielki mistrz Zakonu Najświętszej Marii Panny z Góry Karmel
- Izaak Tybald de Courville (1644–1645) jako Delegat Zwierzchnika od 1641 zarządzał połączonymi zakonami
- Karol Achilles, markiz de Nerestang (1645–1673) – także wielki mistrz Zakonu Najświętszej Marii Panny z Góry Karmel
- François Michel Le Tellier de Louvois (1673–1691) – także wielki mistrz Zakonu Najświętszej Marii Panny z Góry Karmel
- Rada Oficerów (1691–1693)

## Paryż– pod protektoratemkrólów Francji
- Philippe de Courcillon (1693–1720) – także wielki mistrz Zakonu Najświętszej Marii Panny z Góry Karmel
- Ludwik I Burbon, książę de Chartres, później książę orleański, andegaweński, de Valois, de Nemours, de Montpensier, de Joinville, de La Roche-sur-Yon; hrabia de Beaujolais; par Francji (1720–1752) – także wielki mistrz Zakonu Najświętszej Marii Panny z Góry Karmel
- Rada Oficerów (1752–1757)
- Ludwik August Burbon, książę de Berry, następnie Delfin de Viennois (1757–1773) – także wielki mistrz Zakonu Najświętszej Marii Panny z Góry Karmel
- Ludwik Stanisław Ksawery Burbon, hrabia Prowansji i par Francji, następnie książę andegaweński, d'Alençon, Brunoy; hrabia du Maine, Perche, de Senonches (1773–1814) – także wielki mistrz Zakonu Najświętszej Marii Panny z Góry Karmel
- Klaudiusz Ludwik, hrabia de Nançay, książę de La Châtre, par Francji (1814–1824) – namiestnik (generalny administrator)
- Jean Thérèse de Beaumont d’Autichamp – prezydent Rady Oficerów (1824–1831)
- Kapituła Rady Oficerów (1831–1841) – Bon-Joseph Dacier – historiograf, Augustyn Franciszek, baron de Silvestre – Sędzia Herbowy, ks. Picot – kapelan Wersalu i kapituły

## Bejrut,Damaszek– pod protektoratem patriarchów Jerozolimy
- Maksymos III Mazloum, patriarcha Jerozolimy (1841 – 1855) – protektor i namiestnik (generalny administrator)
- Klemens I Bahous, patriarcha Jerozolimy (1856–1864) – protektor i namiestnik (generalny administrator)
- Grzegorz I Youssef, patriarcha Jerozolimy (1864–1897) – protektor i namiestnik (generalny administrator)
- Piotr IV Geraigiri, patriarcha Jerozolimy (1898–1902) – protektor i namiestnik (generalny administrator)
- Cyryl VIII Geha, patriarcha Jerozolimy (1902–1910) – protektor i namiestnik (generalny administrator)

## Paryż– pod protektoratem patriarchów Jerozolimy:Cyryla VIII(1910–1916), Cyryla IX (1926–1930)
- Kapituła Rady Oficerów – Paweł Watrin – kanclerz kapituły (1910–1930), ks. kanonik Jan Tański – kapelan i jałmużnik, Paweł Bugnot – sędzia herbowy, Anzelm hrabia de la Puysaye – członek kapituły, Karol Otzenberger – agent generalny.

## Madryt– pod protektoratem królaAlfonsa XIII(następnie regentagen. Franciszka Francoi protektoratem duchowym patriarchów Jerozolimy
- Franciszek II Burbon, książę Sewilli, grand Hiszpanii (1930–1952) – do 1935 namiestnik, następnie wielki mistrz
- Franciszek III Burbon, książę Sewilli (do 1968), grand Hiszpanii (1952–1973) – do 1958 namiestnik, następnie wielki mistrz

## Paryż– pod protektoratem tytularnego króla FrancjiHenryka VI Orleańskiegoi protektoratem duchowym patriarchów Jerozolimy
- Karol Filip Burbon-Orleański, książę Francji, książę de Nemours, Vendôme i Alençon (1967–1969)
- Michał Burbon-Orleański, hrabia d'Evreux (1969–1973) – namiestnik (generalny administrator)

## Madryt–Obediencja Maltańska– od 1975 pod protektoratem królaJana Karola Hiszpańskiego
- Franciszek III Burbon, grand Hiszpanii (1973–1995)
- Franciszek IV Burbon, książę Sewilli (od 1968), grand Hiszpanii (1995–2004)

## Paryż–Obediencja Paryska– pod protektoratem duchowym patriarchów Jerozolimy i protektoratem tytularnego króla FrancjiHenryka VI Orleańskiego(a następnieHenryka VII Orleańskiego)
- Piotr de Cossé, książę de Brissac (1969–1986) – używał tytułu Najwyższy Zwierzchnik Zakonu (Chef Suprême de l'Ordre)
- Franciszek de Cossé, markiz de Brissac, (od 1986) książę de Brissac (1986–2004)

## Paryż–Obediencja Orleańska (inaczej „obediencja Boigny”)[1]– pod protektoratem tytularnego króla FrancjiHenryka VII Orleańskiego
- Karol Filip Burbon-Orleański, książę Andegawenii (2004–2010)
- Jan Dobrzenský z Dobrzenicz (2010-2022)
- Franciszek Burbon-Orleański, hrabia de Dreux (od 2023)

## Madryt,Paryż–Obediencje Paryska i Maltańska– pod protektoratem królewskimJana Karola Hiszpańskiegoi duchowym patriarchy JerozolimyGrzegorza III
- Franciszek IV Burbon, książę Sewilli, grand Hiszpanii (2004–2008)
- Karol de Gereda y Borbón, markiz Almazán (2008–2017)
- Franciszek de Borbón, hrabia von Hardenberg (od 2018)